# 1995 في الكويت

## المناصب
- أمير الدولة: جابر الأحمد الصباح
- رئيس الوزراء وولي العهد: سعد العبد الله السالم الصباح

## مواليد
- ناصر عباس - ممثل
- فرح الهادي - ممثلة
- فهد الصالح - ممثل

## وفيات
- عبد الله الحاتم - أديب ومؤرخ.
- عبد الله محمد العتيبي - شاعر.
- عبد الوهاب سلطان - ممثل.